# 蓋馬高原
蓋馬高原（：／）是朝鮮半島最大的高原，位於朝鮮民主主義人民共和國北部，橫跨兩江道及咸鏡南道，北以鴨綠江與長白山脈相隔，東、西、南三面則分別為摩天嶺、狼林、赴戰嶺三座山脈包圍，海拔多介於1000至2000公尺，最高峰北水白山海拔2522公尺。蓋馬高原因位置與地形而成為朝鮮半島數一數二寒冷的地帶，同時也是北韓人口密度最低、交通路網最不發達的地理區，最大城市惠山市的人口不及20萬。
該地部族起源不详，眾說紛紜。有观点认为與東扶餘有關，有人說是通古斯化的濊人，也有观点认为與馬韓有關。古朝鮮传说中，蓋馬高原為蓋國的所在地。《后汉书》記為蓋馬大山。

## 外部連結
- 蓋馬高原
- 北朝鮮電力事情